# Línea 147 (Montevideo)
La línea 147 es una línea urbana de Montevideo une la Ciudadela con el barrio Colón. Durante los servicios del día su recorrido culmina en Parque Posadas.

## Características
En marzo de 2024 se determinó que en sus servicios durante el día, entre las diez de la mañana y las cuatro de la tarde su recorrido sea desde Complejo América hacia Parque Posadas, teniendo su último descenso en la intersección de la Avenida Millán y Reyes. El destino predeterminado entre Ciudadela y el Complejo América es operado en el resto de los servicios. 

## Recorridos
| LÍNEA 147 |

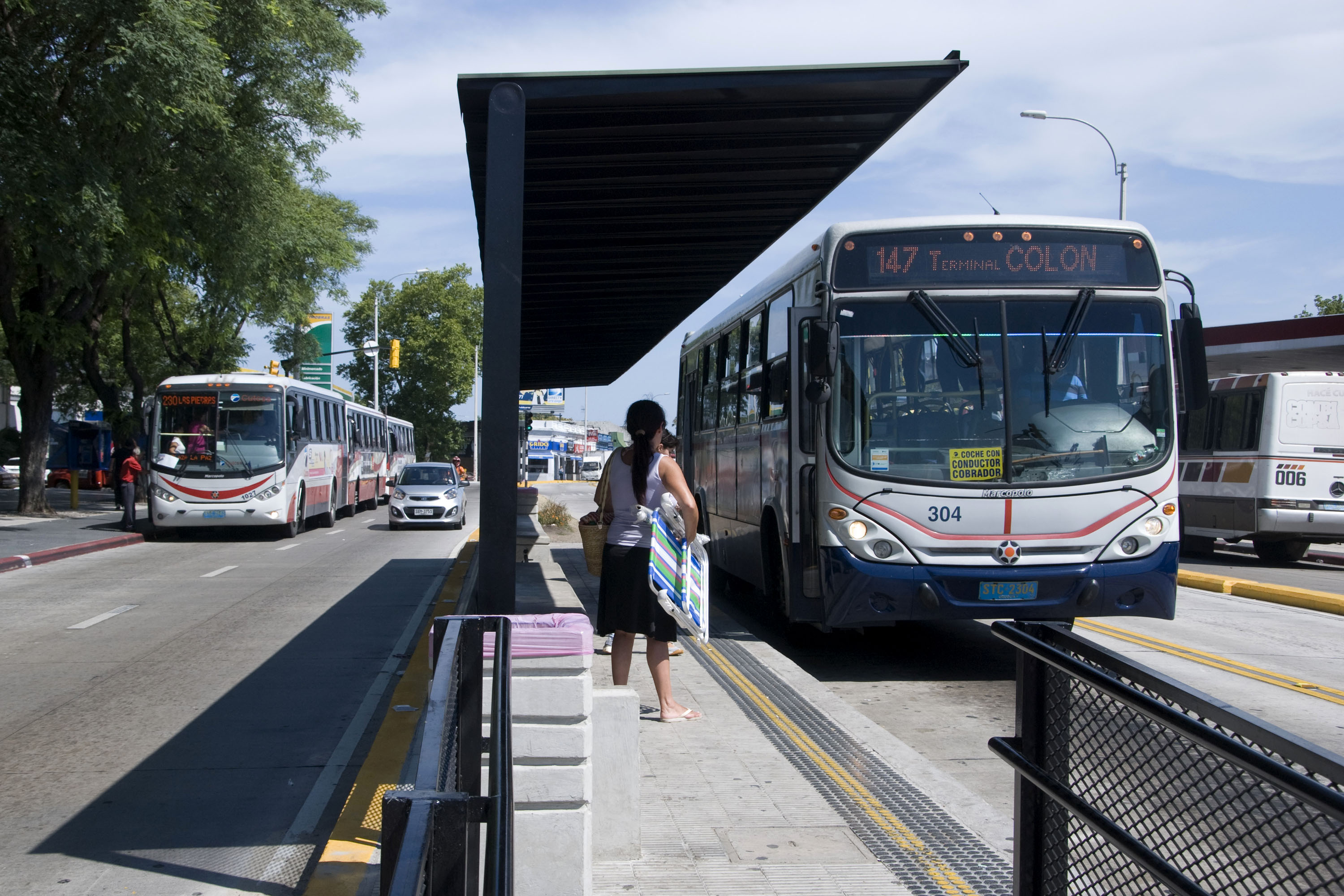
Línea 147 sobre el Corredor Garzón

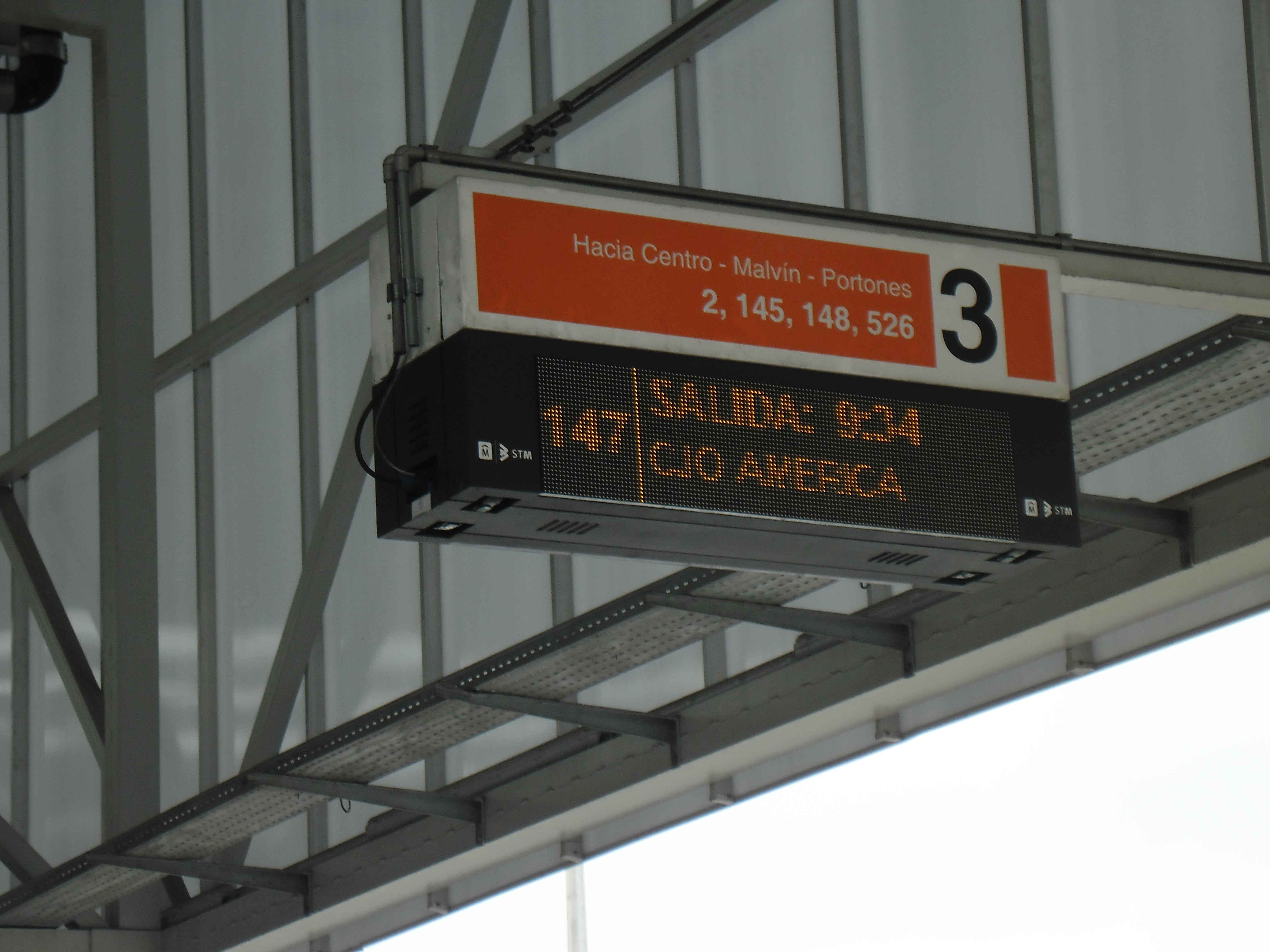
Cartel informativo sobre esta línea en la Terminal Colón

| - Terminal Ciudadela - Juncal - Piedras - Cerro Largo - Florida - Mercedes - Río Branco - Paysandú - Avenida Daniel Fernández Crespo - Avenida de las Leyes - Batoví - Yatay - Avenida General San Martín - Avenida Millán - Avenida Luis Alberto de Herrera - Avenida Doctor Carlos María de Pena - Camino Castro - Avenida Islas Canarias - Camino Molinos de Raffo - Camino Ariel - Avenida Sayago - Camino Edison - Camino Coronel Raíz - Bulevar Aparicio Saravia - Enrique George - Camino Manuel Fortet - Daniel Zorrilla - Circunvalación Plaza Juan Francisco Larrobla - Yuty - Hudson - Corredor Garzón - Camino Carmelo Colman - Andén 6 (Terminal Colón) - Camino Carmelo Colman - Corredor Garzón - Calderón de la Barca - Camino Durán - Yegros - Andrés - Juan Bonmesadri - Complejo América | Vuelta - Complejo América - Juan Bonmesadri - Camino Durán - Calderón de la Barca - Corredor Garzón - Camino Colman - Andén 4 (Terminal Colón) - Camino Colman - Corredor Garzón - Plaza Vidiella - Albérico Passadore - Hudson - Tabapy - Circunvalación Plaza Juan Francisco Larrobla - Daniel Zorrilla - Camino Manuel Fortet - Enrique George - Bulevar Aparicio Saravia - Camino Coronel Raíz - Camino Edison - Avenida Sayago - Camino Ariel - Camino Molinos de Raffo - Avenida Islas Canarias - Capitán Basedas - Avenida Doctor Carlos María de Pena - Avenida Luis Alberto De Herrera - Avenida Millán - Avenida General San Martín - Avenida Agraciada - Avenida de las Leyes - Madrid - Magallanes - Miguelete - Arenal Grande - Uruguay - 25 de Mayo - Juncal - Terminal Ciudadela |

## Barrios servidos
La linea 147 circula por los barrios Ciudad Vieja, Centro, Cordón, La Aguada, Arroyo Seco, Reducto, Atahualpa, Brazo Oriental, Prado, Paso de las Duranas, Sayago, Peñarol, Colón y Lezica.

## Destinos intermedios
- Av. Millán y Luis Alberto de Herrera